# My Kind of Love
My Kind of Love – jest to czwarty singel brytyjskiej wokalistki Emeli Sandé z jej debiutanckiego albumu studyjnego Our Version of Events, wydany 8 czerwca 2012 roku w Irlandii oraz 10 czerwca 2012 roku w Wielkiej Brytanii. Twórcami tekstu są Emeli Sandé, Emile Haynie, M. Birdsong, Daniel "Danny Keyz" Tannenbaum, natomiast za produkcję utworu byli odpowiedzialni Emile Haynie, Danny Keyz, Craze & Hoax.

## Teledysk
Teledysk miał swoją premierę 20 kwietnia 2012 roku, a jego reżyserem jest Dawn Shadforth. Klip przedstawia piosenkarkę wykonującą utwór, odwiedzając w szpitalu kobietę. Co pewien czas pojawiają się urywki z wokalistką siedzącą na karuzeli. Sandé wraz z kobietą, ubraną w różową perukę jadą samochodem do domu, odwiedzając po drodze park rozrywki. 
Inna wersja wideoklipu, wyreżyserowana przez Sannji Senaka, ukazała się 5 września 2013 roku. Promuje ona remix utworu, którego autorami są RedOne oraz Alex P. Teledysk rozpoczyna się kłótnią pomiędzy kobietą i mężczyzną, która jest ukazana jako strzelanina na ulicy miasta. Następnie pojawia się dziewczynka przytulającego upadłego konia oraz grupa mężczyzn pragnąca uśpić zwierzę. Innym wątkiem ukazanym w klipie jest mężczyzna wychodzący z imprezy. Cały czas przez wideoklip przewijają się sceny pokazujące samą wokalistkę, obok której widoczna jest para, a następnie piosenkarka stoi w deszczu. We wszystkich ukazanych sytuacjach wypowiadane słowa odzwierciedlają wystrzeliwane z ust pociski.

## Format wydania
Digital EP
1. "My Kind of Love" (Radio Mix) – 3:19
2. "My Kind of Love" (Live from Hollywood) – 3:46
3. "My Kind of Love" (Gemini Remix) – 4:19
4. "My Kind of Love" (Machinedrum Remix) – 5:43
5. "My Kind of Love" (Wideboys Remix) – 6:30

Digital download – Remix
1. "My Kind Of Love" (RedOne And Alex P Remix) - 4:24

## Pozycje na listach
| Lista                                              | Najwyższa pozycja |
| -------------------------------------------------- | ----------------- |
| Belgia (Flandria) (Ultratop 50 Flanders)           | 22                |
| Francja (SNEP)                                     | 167               |
| Grecja (Digital Songs)                             | 3                 |
| Holandia (MegaCharts)                              | 79                |
| Irlandia (IRMA)                                    | 35                |
| Stany Zjednoczone (Bubbling Under Hot 100 Singles) | 14                |
| Stany Zjednoczone (Hot Adult Top 40 Tracks)        | 24                |
| Stany Zjednoczone (Top 40 Mainstream)              | 35                |
| Szkocja (The Official Charts Company)              | 29                |
| Wielka Brytania (UK Singles Chart)                 | 17                |

| Państwo               | Certyfikat | Sprzedaż |
| --------------------- | ---------- | -------- |
| Wielka Brytania (BPI) | Srebro     | 200 000+ |